# الفرع (المضاربة والعارة)

تعديل مصدري - تعديل

الفرع هي إحدى قرى عزلة العارة بمديرية المضاربة والعارة التابعة لمحافظة لحج، بلغ تعداد سكانها 37 نسمة حسب تعداد اليمن لعام 2004.